# Saint-Germain-Source-Seine
Saint-Germain-Source-Seine – była miejscowość i gmina we Francji, w regionie Burgundia-Franche-Comté, w departamencie Côte-d’Or. W dniu 1 stycznia 2009 r. w wyniku połączenia z gminą Blessey utworzono Source-Seine.
Według danych na rok 1990 gminę zamieszkiwało 35 osób, a gęstość zaludnienia wynosiła 4 osoby/km² (wśród 2044 gmin Burgundii Saint-Germain-Source-Seine plasuje się na 875. miejscu pod względem liczby ludności, natomiast pod względem powierzchni na miejscu 998.).